# Enrico Musiani
Enrico Musiani (Livorno, 31 agosto 1937 – Castana, 13 maggio 2024) è stato un cantante italiano, tra i principali interpreti di canzone popolare in Italia.
Il suo primo 45 giri uscì nel 1964.
Musiani incise per Fonola Dischi, ottenne 3 dischi d'oro e pubblicò oltre un centinaio di album. Oltre alla lunga attività solista pubblicò album discografici in coppia con la figlia Sabrina.

## Biografia
Enrico Musiani mosse i primi passi nel mondo della musica prendendo lezioni di canto lirico. Tra la fine del 1957 e l'inizio del 1958 si esibì in balere, in feste paesane e in piccoli spettacoli di varietà.
Il suo esordio televisivo avvenne a Tele Monte Penice, ospite del programma Controtestata condotto da Daniele Piombi e curato da Ruggero Muttarini, che ne apprezzarono subito la bravura, e col tempo Musiani diventò ospite fisso. Qui ebbe modo di lanciare i suoi primi successi.
Negli anni ottanta lavorò anche a Top 43, un'emittente di Pavia, nel programma Gioca con una canzone, condotto in studio da Rossella. Il suo primo show televisivo fu su Videocomo, intitolato semplicemente Musiani canta. Poi fece parte, con Rosanna, del cast del programma Il Bingoo presentato da Renzo Villa su Antenna 3 Lombardia. Fu ospite per molte serate a Televerbano, l'emittente di Laveno-Mombello. Fu la volta poi di Antenna Padana, dove lavorò in Liscio non ti lascio e di Dedicatamente, condotto da Franco Romeo su Telenorditalia. Ma Musiani divenne noto anche sulla riviera romagnola, si esibì infatti molte volte nell'ambito del programma cult di V.G.A. Telerimini In zir par la Rumagna, condotto da Marco Magalotti, e in altre rinomate località italiane.
Negli anni novanta diradò le sue apparizioni in tv ma continuò a vendere dischi e ad effettuare concerti con grande successo. A farlo rientrare in video furono Marco Predolin e Roberto Poletti nei programmi Fantaliscio, Ballo in piazza e Tuttaunaltramusica su Telelombardia e Antenna 3 Lombardia. 
Nel nuovo millennio fu ancora in tv, richiamato come ospite fisso da Eugenio Ban prima a Telelombardia e poi a Canale 6 ed Antenna 3 Lombardia. Fu poi fra i mattatori di Festa in piazza e di altre trasmissioni delle emittenti di Sandro Parenzo.
Incise album accompagnato da un coro di Alpini, album discografici di stornelli e un album di canti e canzoni di Natale.
Nella sua carriera vendette milioni di LP, il più famoso dei quali fu Chitarra vagabonda che superò 3,5 milioni di copie in tutto il mondo. Altri suoi classici furono Lauretta mia, Suona chitarra, Cimitero di rose, Piccolo fiore, Piccola vagabonda e Madonnina dai riccioli d'oro.
Negli anni novanta ricevette anche un disco d'oro negli Stati Uniti d'America per il brano Ti voglio bene mamma e fu portato sul palco del Madison Square Garden da Maurizio Costanzo.
Morì il 13 maggio 2024 a causa di un tumore al colon, all'età di 86 anni.

## Brani musicali
Ecco alcune tra le sue canzoni più conosciute:
- Chitarra vagabonda (incisa successivamente anche da Claudio Villa e da Luciano Tajoli)
- Rose rosse (brano reso popolare da Massimo Ranieri)
- Cimitero di rose (scritta da Mario Piovano, Domenico Serengay, Vic Nocera e Turi Golino)
- Piccolo fiore (incisa dai Teppisti dei Sogni e da Luciano Tajoli)
- Lauretta
- Ti voglio bene mamma
- Core de Roma (dedicata a Claudio Villa)
- Piccola vagabonda
- Suona chitarra
- Madonnina dai riccioli d'oro
- Io canto
- Voce di strada
- Colombe bianche
- Canto per te
- Vivere
- Santa Lucia
- Daniela
- Verde Luna
- Carovana gitana
- Mutandine di seta nera
- Portoncino di Testaccio
- Barcarolo romano
- Chitarra romana
- Passione romana
- Stornellata romana
- Alla gente come voi
- Cara nonnina
- Tornerò
- Strada delle mimose

## Discografia parziale

### Album
- Una voce, una chitarra e tanti stornelli (Sonor, IPL 021)
- Canzoni di tutti i tempi (Sonor, IPL 022)
- Le indimenticabili canzoni all'italiana (Audioson, AMC 00260)
- Le indimenticabili canzoni all'italiana vol. 2 (Audioson, AMC 00261)
- Le indimenticabili canzoni all'italiana vol. 3 (Audioson, AMC 00262)
- Con nostalgia (Duck Record, DKC 032)
- Ieri e oggi (Duck Record, DKC 071)
- Stornelli toscani (Duck Record, DKC 086)
- Stornelli toscani vol. 2 (Duck Record, DKC 098)
- Ieri e oggi vol. 2 (Duck Record, DKC 101)
- Stornella (Duck Record, DKC 128)
- Stornelli romani (Duck Record, DKC 129)
- 20 anni di successi (Duck Record, DKC 130)
- Dedicato a Napoli (Duck Record, DKC 131)
- Souvenir d'Italia (Duck Record, DKC 132)
- Souvenir di Roma (Duck Record, DKC 133)
- Serenata vagabonda (Duck Record, DKC 195)
- Celebri tanghi cantati (New Eco, NEC 078)
- Più italiane che mai (New Eco, NEC 081)
- Disco d'oro (New Eco, NEC 098)
- Chitarra vagabonda (New Eco, NEC 138)
- Folk toscano (New Eco, NEC 194)
- Sinceramente (Intensity, MTY 008)
- Osteria (Intensity, MTY 011) con Antonietta ed Enzo Parise
- Canto all'Italia mia (Intensity, MTY 027)
- Delfino (Intensity, MTY 043)
- Delfino vol. 2 (Intensity, MTY 044)
- Dedicato agli alpini (Intensity, MTY 047)
- Lauretta (Intensity, MTY 054)
- Disco d'oro vol. 2 (Intensity, MTY 055)
- Valzer cantati (Intensity, MTY 061)
- Sudamerica (Intensity, MTY 062)
- Dolce melodia (Intensity, MTY 066)
- Il meglio degli anni 50 (Intensity, MTY 082)
- Alla mamma (Intensity, MTY 089)
- Un po' d'amore (Alpharecord, AR 3071)
- Lauretta (Alpharecord, AR 3072)
- Serenata (Alpharecord, AR 3073)
- Roma d'un tempo (Alpharecord, AR 3074)
- Ciao (Alpharecord, AR 3075)
- Stornellando all'italiana (Alpharecord, AR 3076)
- Stornellando all'italiana vol. 2 (Alpharecord, AR 3077)
- Amarsi (Alpharecord, AR 3090)
- Ti voglio bene mamma (Alpharecord, AR 5001)
- Romantico (Alpharecord, AR 5003)
- Il mio cuore con gli alpini (Alpharecord, AR 5004)
- Auguri insieme a te (Fonotil, FNT 4010)
- Pagine d'amore e pagine di vita (Fonotil, FNT 4011)
- A te cara mamma (Fonotil, FNT 4012)
- Chiudi la tua finestra (Fonotil, FNT 4054)
- Canto per te (Alpharecord, AR 3118)
- Canzone mia (Alpharecord, AR 3125)
- Cimitero di rose (Alpharecord, AR 3165)
- Enrico 60 (Alpharecord, AR 3171)
- Canzoni vagabonde (Alpharecord, AR 3183)
- Balcone chiuso (Green Record, GRNL 024)
- Bentornato Enrico! (Green Record, GRNL 028)
- 16 serenate (Duck Record, DKCD 113)
- Disco d'oro (Duck Record, DKCD 114)
- Un cuore, un amore, un'età (Duck Record, DKCD 122)
- Madonnina dai riccioli d'oro (Duck Record, DKCD 145)
- Disco d'oro vol. 2 (Duck Record, DKCD 149)
- Buon compleanno (Duck Record, DKCD 172)
- Cuore cerca cuore (Duck Gold, DGCD 013)
- Tutte le mamme (Duck Gold, DGCD 044)
- Pazzo poeta (Duck Gold, DGCD 050)
- Compilation da sballo (Bang Bang, BBLP 91169)
- Successi di ieri, successi di oggi (Bang Bang, BBCD 92188)
- Chitarra amica mia (Bang Bang, BBMC 94230)
- Canzoni per l'estate (Bang Bang, BBMC 95261)
- Lui che ti ama (D.V. More Record, ADVCD 10025)
- Suona chitarra (Alpharecord, AR 7008)
- Golden hits (Alpharecord, AR 7009)
- Signora (Alpharecord, AR 3218)
- Mamme d'Italia (Alpharecord, AR 3219)
- Dedicato (Alpharecord, AR 3237)
- Mi basta un po' di tenerezza (Alpharecord, AR 3238)
- Canto Maria (Alpharecord, AR 3240)
- I grandi successi (SAAR Records, CD 22132)
- I grandi successi vol. 2 (SAAR Records, CD 22133)
- Sul cuore (SAAR Records, CD 20072 DDD)
- Strada delle mimose (Caramba, CD 31)
- I miei anni (Caramba, CD 38)
- Vivere (Alpharecord, AR 2024)
- Canzone italiana (Alpharecord, AR 2036)
- Padre Santo, Padre Pio (Alpharecord, AR 2057)
- Un'ora sola ti vorrei (Alpharecord, AR 2071) con Sabrina Musiani
- Parole d'amore (Fonola Dischi, CD 1504) con Sabrina Musiani
- La storia (Fonola Dischi, CD 1550)
- In due è meglio (Fonola Dischi, CD 1675) con Sabrina Musiani
- Serenata sotto le stelle (Fonola Dischi, CD 1684)
- Canta l'amore (Fonola Dischi, CD 1691)
- Madonnella de Trastevere (Fonola Dischi, CD 1775)
- L'eco dei ricordi (Fonola Dischi, CD 2012) con Sabrina Musiani
- Tutta una vita in musica (La Bambolina, GF 9755)

### Singoli
- Stornellacci toscani a botta e risposta (1ª parte)/Stornellacci toscani a botta e risposta (2ª parte) con Carla Fenzi (IPM, IP 3158) (1964)
- Stornelli maliziosi a botta e risposta (1ª parte)/Stornelli maliziosi a botta e risposta (2ª parte) con Carla Fenzi (IPM, IP 3177) (1970)
- Strofette sportive (1ª parte)/Strofette sportive (2ª parte) (IPM, PI 7265)
- Frasca secca/Il porto di Livorno (IPM, PI 7266)
- La bella alla finestra/La Marianna (IPM, PI 7267)
- La vendemmia/La rigiri e fai la rota (IPM, PI 7268)
- Wilma/Non ti rimpiangerò (Sonor, ENP 9906)
- Lo spazzacamino/Se le gira la fantasia (Sonor, ED 230)
- Amore mio non piangere/Scende giù dalla montagna (Sonor, ED 231)
- Oh Dio del cielo/A rapporto (Sonor, ED 233)
- Occhi neri/Protopopof (Sonor, ED 235)
- La bella Gigogin/Quel mazzolin di fiori (Sonor, ED 236)
- Monte Nero/La tradotta (Sonor, ED 238)
- Bella ciao/Amor dammi quel fazzolettino (Fiammetta's, SD 2009)
- Stornello a pungolo/Stornellata romana (Junior, JREM 0160)
- Tu che m'hai preso il cuor/Addio sogni di gloria (Junior, JREM 0161)
- Povero cuore/Rose rosse (Junior, JREM 0162)
- Campane di Monte Nevoso/Campane (Junior, JREM 0163)
- Chitarra sola/Cammino delle tre fonti (Junior, JREM 0164)
- Mattinata/Intorno a me mulini (Junior, JREM 0165)
- Arrivederci Roma/Nina vie' giù (Junior, JREM 0166)
- Casa mia/Vetturino romano (Junior, JREM 0167)
- Chitarra romana/L'eco der core (Junior, JREM 0168)
- Barcarolo romano/Nina si voi dormite (Junior, JREM 0169)
- Rondinella forestiera/Madonna dell'urione (Junior, JREM 0170)
- La paloma/Samba alla fiorentina (Junior, JREM 0171)
- Contenta tu, contento anch'io/Le belle donne (Junior, JREM 0172)
- Roma d'un tempo/La popolana (Junior, JREM 0173)
- Arrivederci mare/Melodia (Junior, JREM 0174)
- Portoncino de Testaccio/Ninna nanna (Junior, JREM 0175)
- Passione romana/Pupetta (Junior, JREM 0176)
- Il tuo mondo/Il sole del mattino (Junior, JREM 0177)
- Valzer delle candele/Lettera a Pinocchio (Junior, JREM 0178)
- Una spina e una rosa/Oh Lady Mary (Junior, JREM 0179)
- Quanno a Roma 'na maschietta te vo' bene/Fiume (Junior, JREM 0180)
- Arcangelo Pippanera (1ª parte)/Arcangelo Pippanera (2ª parte) (Junior, JREM 0181)
- Arcangelo Pippanera (3ª parte)/Arcangelo Pippanera (4ª parte) (Junior, JREM 0182)
- Omaggio a Picchi (1ª parte)/Omaggio a Picchi (2ª parte) (Junior, JREM 0183)
- Ave Maria (Schubert)/Ave Maria (Gounod) (Little Sound, LSN 1020)
- Un amore così grande/Granada (Little Sound, LNS 1040)
- Chitarra vagabonda/La paloma (Little Sound, LNS 1053)
- Grande Italia del mundial/Ragazza di mare (Six Record, SNP 001)
- Volto di fanciulla/Campanile (Six Record, SNP 002)
- Lauretta/Chitarra vagabonda (Six Record, SNP 006)
- Stella alpina/Suona mandolino (Intensity, NPTY 006)
- Manuela/Io canto (Intensity, NPTY 007)
- Incantatella/Mamma (Intensity, NPTY 008)
- Il cuore di una donna/Valzerone (Intensity, NPTY 009)
- Verde Sardegna/Sicilia bella (Intensity, NPTY 026)
- Io/Stupenda terra (Intensity, NPTY 029)
- Lauretta/Auguri e condoglianze (Alpharecord, AR 2080)